# 双面玛莎
《双面玛莎》（英語：Martha Marcy May Marlene）是美国惊悚片。导演和编剧都是肖恩·德金，伊丽莎白·奥尔森、约翰·浩克斯、莎拉·保罗森、休·丹西、克里斯托弗·阿波特、布拉迪·科贝特主演。

## 剧情
少女瑪莎是一名淳朴的信教者，她參加了一個疑似宗教教派體驗營，在營內，她被稱呼為瑪思美，而營裡的所有少女都要對外自稱瑪蓮。最初只過着一些簡單的田園生活，但後來卻發覺漸漸被教派領袖帕里克操控，最终历经艰辛逃脱出来，投靠數年未聯絡的姊姊。住在姊姊與姊夫的豪美大房裡，瑪莎努力重拾正常生活的同時，卻發現教派的生活早已徹底改變了她，而教派的一切不斷浮現腦海，分不清是夢、是幻、是回憶，令她的精神狀態陷入失常。

## 演员
| 演员              | 角色   | 备注 |
| 伊丽莎白·奥尔森   | 玛莎   |      |
| 约翰·浩克斯       | 帕里克 |      |
| 莎拉·保罗森       | 露西   |      |
| 休·丹西           | 泰德   |      |
| 克里斯托弗·阿波特 | 马克思 |      |
| 布拉迪·科贝特     | 瓦特   |      |
| 朱莉亚·加德纳     | 萨拉   |      |

## 奖项
| 奖项                 | 分类                       | 得主                         | 结果 |
| -------------------- | -------------------------- | ---------------------------- | ---- |
| 女性电影记者联盟     | 最佳突破演技               | 伊丽莎白·奥尔森              | 獲獎 |
| 女性电影记者联盟     | 最佳男配角                 | 约翰·浩克斯                  | 提名 |
| 奥斯汀影评人协会     | 最佳影片                   |                              | 提名 |
| 波士顿影评人协会     | 最佳电影新人               | 肖恩·德金                    | 獲獎 |
| 评论家选择奖         | 最佳女主角                 | 伊丽莎白·奥尔森              | 提名 |
| 俄亥俄中部影评人协会 | 最佳女主角                 | 伊丽莎白·奥尔森              | 獲獎 |
| 俄亥俄中部影评人协会 | 突破电影艺术家：导演或编剧 | 肖恩·得奖                    | 提名 |
| 俄亥俄中部影评人协会 | 突破电影艺术家：演员       | 伊丽莎白·奥尔森              | 提名 |
| 芝加哥影评人协会     | 最具潜力导演               | 肖恩·得奖                    | 獲獎 |
| 芝加哥影评人协会     | 最具潜力演员               | 伊丽莎白·奥尔森              | 獲獎 |
| 芝加哥影评人协会     | 最佳女主角                 | 伊丽莎白·奥尔森              | 提名 |
| 芝加哥影评人协会     | 最佳原创编剧               | 肖恩·德金                    | 提名 |
| 丹佛影评人协会       | 最佳女主角                 | 伊丽莎白·奥尔森              | 提名 |
| 丹佛影评人协会       | 最佳新秀                   | 伊丽莎白·奥尔森              | 提名 |
| 底特律影评人协会     | 最佳突破演技               | 伊丽莎白·奥尔森              | 提名 |
| 佛罗里达影评人协会   | 宝琳·凯尔突破奖            | 伊丽莎白·奥尔森              | 獲獎 |
| 佛兰德斯国际电影节   | 特别提名奖                 | 伊丽莎白·奥尔森              | 獲獎 |
| 佛兰德斯国际电影节   | 最佳影片                   | 肖恩·得奖                    | 提名 |
| 哥谭奖               | 最佳群戏                   | 伊丽莎白·奥尔森等            | 提名 |
| 哥谭奖               | 突破女演员奖               | 伊丽莎白·奥尔森              | 提名 |
| 哥谭奖               | 突破导演奖                 | 肖恩·德金                    | 提名 |
| 独立精神奖           | 最佳女主角                 | 伊丽莎白·奥尔森              | 提名 |
| 独立精神奖           | 最佳处女作                 | 肖恩·德金等                  | 提名 |
| 独立精神奖           | 最佳男配角                 | 约翰·浩克斯                  | 提名 |
| 独立精神奖           | 制片人奖                   | 乔希·蒙德                    | 提名 |
| 印第安纳电影记者协会 | 最佳女主角                 | 伊丽莎白·奥尔森              | 獲獎 |
| 洛杉矶影评人协会     | 新世代奖                   | 伊丽莎白·奥尔森、肖恩·德金等 | 獲獎 |
| 在线影评人协会       | 最佳编辑                   |                              | 提名 |
| 在线影评人协会       | 最佳女主角                 | 伊丽莎白·奥尔森              | 提名 |
| 在线影评人协会       | 最佳原创剧本               | 肖恩·德金                    | 提名 |
| 在线影评人协会       | 最佳男配角                 | 约翰·浩克斯                  | 提名 |
| 凤凰城影评人协会     | 最佳女主角                 | 伊丽莎白·奥尔森              | 獲獎 |
| 凤凰城影评人协会     | 最佳男配角                 | 约翰·浩克斯                  | 提名 |
| 圣地亚哥影评人协会   | 最佳女主角                 | 伊丽莎白·奥尔森              | 提名 |
| 卫星奖               | 最佳女主角                 | 伊丽莎白·奥尔森              | 提名 |
| 圣路易斯影评人协会   | 最佳女主角                 | 伊丽莎白·奥尔森              | 提名 |
| 圣路易斯影评人协会   | 最佳男配角                 | 约翰·浩克斯                  | 提名 |
| 圣丹斯电影节         | 导演奖                     | 肖恩·德金                    | 獲獎 |
| 圣丹斯电影节         | 大陪审团奖                 | 肖恩·德金                    | 提名 |
| 多伦多影评人协会     | 最佳女主角                 | 伊丽莎白·奥尔森              | 提名 |
| 多伦多影评人协会     | 最佳处女作                 | 肖恩·德金                    | 提名 |
| 温哥华影评人协会     | 最佳女主角                 | 伊丽莎白·奥尔森              | 提名 |
| 乡村之声电影调查     | 最佳女主角                 | 伊丽莎白·奥尔森              | 提名 |
| 华盛顿影评人协会     | 最佳女主角                 | 伊丽莎白·奥尔森              | 提名 |
| 华盛顿影评人协会     | 最佳男配角                 | 约翰·浩克斯                  | 提名 |